# Проклятие Хопвелл
«Проклятие Хопвелл» (англ. Nails) — ирландский фильм ужасов режиссёра Дэнниса Бартока.
Премьера фильма в России запланирована на 8 февраля 2018 года.

## Сюжет
30 лет назад при загадочных обстоятельствах в больнице Хопвелл были убиты пять детей. После автокатастрофы именно в эту больницу попадает Дана. Она убеждена, что в своей больничной палате она не одна. Ей предстоит узнать страшные тайны, которые много лет скрываются в стенах этого госпиталя. Они окажутся намного ужаснее, чем она могла себе представить. Является ли это лишь её воображением или всё это происходит с ней на самом деле?

## В ролях
- Шона Макдональд — Дана
- Росс Ноубл
- Леа Макнамара
- Стив Уолл
- Дэннис Барток
- Шарлотта Брэдли
- Ричард Фостер-Кинг
- Роберт О’Мэхони
- Мюирэнн Д’Арси
- Крита Тапонен
- Конор Скотт
- Амелия де Бюйль Писко
- Триш Брин